# グレアム山国際天文台
グレアム山国際天文台 (英: Mount Graham International Observatory, MGIO) は、アメリカのアリゾナ大学天文学科のスチュワード天文台が運用する天文台の1つ。アリゾナ州南東部ピナレニョ山脈のグレアム山近くに位置している。
1989年に建設が始まった。2021年現在、3つの望遠鏡を運用または保全している。1993年から、バチカン天文台のバチカン新技術望遠鏡とハインリヒヘルツサブミリ波望遠鏡（旧称サブミリ波望遠鏡、SMT）の2つの運用を開始。2004年には世界最大級の高性能光学望遠鏡である大型双眼望遠鏡が2つの主鏡の個別運用を、2008年には連携運用を開始した。
MGIOの一般見学は、4月中旬から10月中旬にかけてイースタンアリゾナカレッジ (EAC) のディスカバリーパークキャンパスによって行われている。

## 観測機器
- 大型双眼望遠鏡
- ハインリヒヘルツサブミリ波望遠鏡（英語版） - アリゾナ電波天文台 (Arizona Radio Observatory) が運用。
- バチカン新技術望遠鏡（英語版） - バチカン天文台が運用。

## External links
- ウィキメディア・コモンズには、グレアム山国際天文台に関するカテゴリがあります。
- Official website
- Mount Graham Clear Sky Clock